# مصطفى لطفي المنفلوطي
مصطفى لطفي بن محمد لطفي بن حسن لطفي (1289-1343هـ = 1872-1924م) أديب وشاعر مصري نابغ في الإنشاء والأدب، انفرد بأسلوب نقي في مقالاته، له شعر جيد فيه رقة، قام بالكثير من الترجمة والاقتباس من بعض روايات الأدب الفرنسي الشهيرة بأسلوب أدبي فذ، وصياغة عربية في غاية الروعة. لم يحظ بإجادة اللغة الفرنسية لذلك استعان بأصحابه الذين كانوا يترجمون له الروايات ومن ثم يقوم هو بصياغتها وصقلها في قالب أدبي. يعتبر كتاباه النظرات والعبرات من أبلغ ما كتب في العصر الحديث.

## ولادته ونشأته
ولد مصطفى لطفي المنفلوطي في سنة 1293هـ الموافق 1876م من أب مصري وأم تركية في مدينة منفلوط من الوجه القبلي لمصر من أسرة حسينية النسب مشهورة بالتقوى والعلم نبغ فيها من نحو مئتي سنة، قضاة شرعيون ونقباء، ومنفلوط إحدى مدن محافظة أسيوط. نهج المنفلوطي سبيل آبائه في الثقافة والتحق بكتاب القرية كالعادة المتبعة في البلاد آنذاك فحفظ القرآن الكريم كله وهو في التاسعة من عمره ثم أرسله أبوه إلى الجامع الأزهر بالقاهرة تحت رعاية رفاق له من أهل بلده، فتلقى فيه طوال عشر سنوات علوم العربية والقرآن الكريم والحديث النبوي والتاريخ والفقه وشيئاً من شروحات على الأدب العربي، ولا سيما العباسي منه. وفي الثلاث سنوات من إقامته في الأزهر بدأ يستجيب لتتضح نزعاته الأدبية، فأقبل يتزود من كتب التراث في عصرهِ جامعاً إلى دروسهِ الأزهرية قراءة متأملة واعية في دواوين شعراء المدرسة الشامية (كأبي تمام والبحتري والمتنبي والشريف الرضي) بالإضافة إلى النثر كعبد الحميد وابن المقفع وابن خلدون وابن الأثير الجزري. كما كان كثير المطالعة في الكتب العربية. وكان هذا التحصيل الأدبي الجاد، الرفيع المستوى، الأصيل البيان، الغني الثقافة، حريا بنهوض شاب كالمنفلوطي مرهف الحس والذوق، شديد الرغبة في تحصيل المعرفة. ولم يلبث المنفلوطي، وهو في مقتبل عمره أن اتصل بالشيخ الإمام محمد عبده، الذي كان إمام عصره في العلم والإيمان، فلزم المنفلوطي حلقته في جامع الأزهر، يستمع منه شروحاته العميقة لآيات من القرآن الكريم، ومعاني الإسلام، بعيداً عن التزمت والخرافات والأباطيل والبدع، وقد أتيحت لهُ فرصة الدراسة على يد الشيخ محمد عبده، وبعد وفاة أستاذه رجع المنفلوطي إلى بلده حيث مكث عامين متفرغا لدراسة كتب الأدب القديم فقرأ لابن المقفع والجاحظ والمتنبي وأبى العلاء المعري وكون لنفسه أسلوباً خاصاً يعتمد على شعوره وحساسية نفسه.
عرف المنفلوطي بميلهِ إلى المبالغة في إيراد الصفات المؤكدة التي تكسب الكلام قوة وتأثيرًا، والاهتمام بجمال العبارة، والعناية بالصياغة، وأهم ما يميزه هو إيثار الجمل القصيرة الموجبة التي تمتاز بالسلامة، وتخلو من كل ما يشين التعبير، ويصم الأسلوب، والاهتمام بحسن الصياغة، وجمال الإيقاع، والاعتماد على الألفاظ العربية، والعبارات الفصيحة، والأساليب الصحيحة، والبعد عن التكلف والتقليد والقصد إلى الصدق والأصالة، والجمع بين الجدة والطرافة، والتفوق على الأساليب التي عاصرها، ويتسم بالرقة والدقة، والروعة والقوة، ويميل إلى السهولة والترسل، مع الخلو مما يعيب التراكيب والصياغة، بطريقة بيانية أخاذة، ورعاية جمال الأسلوب دون الاعتماد على المحسنات، باستثناء السجع المطبوع للإسهام في موسيقى الصياغة، والعناية بتحرك العاطفة وهزها بمختلف الأساليب.
مما كتبه:
«أنت حزين؛ لأن نجمًا زاهرًا من الأمل كان يتراءى لك في سماء حياتك فيملأ عينيك نورًا، وقلبك سرورًا، وما هي إلا كره الطرف أن افتقدته فما وجدته، ولو أنك أجملت في أملك، لما غلوت في حزنك، ولو أنك أنعمت نظرك فيما تراءى لك، لرأيت برقًا خاطفًا، ما نظنه نجمًا زاهرًا، وهناك لا يبهرك طلوعه، فلا يفجعك أفوله. أسعد الناس في هذه الحياة من إذا وافته النعمة تنكر لها، ونظر إليها نظر المستريب بها، وترقب في كل ساعة زوالها وفناءها، فإن بقيت في بدء فذاك، وإلا فقد أعد لفراقها عدته من قبل لولا السرور في ساعة الميلاد ما كان البكاء في ساعة الموت، ولولا الوثوق بدوام الغنى، ما كان الجزع من الفقر، ولولا فرحة التلاقي، ما كانت ترحة الفراق»

## أهم كتبه ورواياته
للمنفلوطي أعمال أدبية كثيرة اختلف فيها الرأي وتدابر حولها القول وقد بدأت أعمال المنفلوطي تتبدى للناس من خلال ما كان ينشره في بعض المجلات الإقليمية كمجلة الفلاح، والهلال، والجامعة، والعمدة، وغيرها ثم انتقل إلى أكبر الصحف وهي المؤيد، وكتب مقالات بعنوان نظرات جمعت في كتاب تحت نفس الاسم على ثلاثة أجزاء.
ومن أهم مؤلفاته:
- النظرات[7] (ثلاث أجزاء). ويضم مجموعة من مقالات في الأدب الاجتماعي، والنقد، والسياسة، والإسلاميات، وأيضاً مجموعة من القصص القصيرة الموضوعة أو المنقولة، جميعها كانت قد نشرت في الصحف، وقد بدأ كتابتها منذ عام 1907.
- العبرات:[4] يضم تسع قصص، ثلاثة وضعها المنفلوطي وهي: الحجاب، الهاوية. وواحدة مقتبسة من قصة أمريكية اسمها صراخ القبور للكاتب جبران خليل جبران، وجعلها بعنوان: العقاب. وخمس قصص عربها المنفلوطي وهي: الشهداء، الذكرى، الجزاء، الضحية، الانتقام. وقد طبع الكتاب في عام 1916م، وترجم باقر المنطقي التبريزي هذا الكتاب إلى الفارسيَّة بعنوان قطره های اشک.[9]
- رواية في سبيل التاج ترجمها المنفلوطي من اللغة الفرنسية وتصرف بها، وهي أساساً مأساة شعرية تمثيلية، كتبها فرانسو كوبيه أحد أدباء القرن التاسع عشر في فرنسا. وأهداها المنفلوطي إلى سعد زغلول في عام 1920م.
- رواية بول وفرجيني صاغها المنفلوطي بعد ترجمته لها من اللغة الفرنسية وجعلها بعنوان الفضيلة وتسرد هذه القصة عدة احداث لعل من أهمها الحب العذري لبول وفرجيني لبعضهما جدا والمكافحة في سبيل أن يبقى هذا الحب خالدا للأبد في قلوبهم الندية، والقصة في الأصل من تأليف الكاتب برناردين دي سان بيير، وهو من أدباء القرن التاسع عشر في فرنسا وكتبت في عام 1789م.
- رواية الشاعر وهي في الأصل بعنوان «سيرانو دي برجراك» عن الشخصية بنفس الاسم للكاتب الفرنسي أدموند روستان، وقد نشرت باللغة العربية في عام 1921م.
- رواية تحت ظلال الزيزفون صاغها المنفلوطي بعد أن ترجمها من اللغة الفرنسية وجعلها بعنوان  مجدولين وهي للكاتب الفرنسي ألفونس كار.
- نشر في كتاب العبرات عن رواية غادة الكاميليا للكاتب الفرنسي ألكسندر دوماس الابن وقد ترجم رواية اتالا للروائي الفرنسي الفيكونت دوشاتوبريان.
- كتاب محاضرات المنفلوطي وهي مجموعة من منظوم ومنثور العرب في حاضرهم وماضيهم. جمعها بنفسه لطلاب المدارس وقد طبع من المختارات في جزء واحد فقط.
- كتاب التراحم وهو عن الرحمة التي هي من أبرز صفات الله الذي وصف نفسه بأنه الرحمن الرحيم فهذا الموضوع «لو تراحم الناس ما كان بينهم جائع ولا عريان ولا مغبون ولا مهضوم ولفقرت العيون من المدامع واطمأنت الجنوب في المضاجع».
- ومن رسائله التي ضمتها رائعته (النظرات)، رسالة «الأربعون» التي كتبها بعد بلوغه الأربعين من عمره حيث قال فيها: «وداعا يا عهد الشباب، فقد ودعت بوداعك الحياة، وما الحياة إلا تلك الخفقات التي يخفقها القلب في مطلع العمر، فإذا هدأت فقد هدأ كل شيء وانقضى كل شيء!».